# Discoptila clauseri
Discoptila clauseri är en insektsart som beskrevs av Schmidt, G.H. 1991. Discoptila clauseri ingår i släktet Discoptila och familjen syrsor. Inga underarter finns listade i Catalogue of Life.